# FC Zbrojovka Brno
El FC Zbrojovka Brno és un club de futbol txec de la ciutat de Brno.

## Història
Evolució del nom:
- SK Židenice (1913-1947)
- Zbrojovka Židenice (1947-1951)
- Zbrojovka Brno (1951-1956)
- Spartak ZJŠ Brno (1956-1968)
- fusió amb el RH Brno (DSO Rudá hvezda Brno) (1953-1962) el 1962
- Zbrojovka Brno (1968-1992)
- Boby Brno (1992-2000)
- Stavo Artikel Brno (2000-2002)
- 1. FC Brno (2002-2010)
- FC Zbrojovka Brno (2010)

## Palmarès
- Lliga txecoslovaca de futbol: 1977/78
- Copa txecoslovaca de futbol: 1960
- Campionat de Txecoslovàquia amateur: 1926

## Entrenadors destacats
- Václav Vohralík
- Jenö Konrád
- Josef Eremiáš
- Josef Bican
- Karel Kolský
- František Havránek
- Josef Masopust
- František Cipro
- Petr Uličný
- Karel Večeřa

## Jugadors destacats
| - Jan Novák - Josef Novák - Antonín Laštovička - Antonín Carvan - Oldřich Rulc - Karel Pešek ("Káďa") - Karel Burkert - Eduard Vaněk - Karel Nepala | - Jan Šimek - Karel Kopecký - Karel Kohlík - Vlastimil Bubník - Karel Lichtnégl - Ján Popluhár - František Schmucker - Jozef Bomba - Ivo Viktor | - Karel Kroupa - Karel Jarůšek - Rostislav Václavíček - Josef Hron - Jindřich Svoboda - Vítězslav Kotásek - Josef Mazura - Petr Janečka - Karel Dvořák | - Roman Kukleta - René Wagner - Petr Křivánek - Richard Dostálek - Luboš Přibyl - Milan Pacanda - Marek Zúbek - Jan Polák |